# Палден Тхондуп Намґ'ял
Палден Тхондуп Намґ'ял (23 травня 1923, Ґанґток — 29 січня 1982, Нью-Йорк) — 11-й і останній чоґ'ял (монарх) Сіккіму, що правив від 1963 до 1975 року. Після усунення династії від влади 1975 року Сіккім увійшов до складу Індії як новий штат.

## Життєпис
Палден Тондуп Намґ'ял — другий син Таші Намґ'яла, одинадцятого чоґ'яла Сіккіма. З шести років він навчався в монастирі Святого Йосипа в Калімпонзі, але був змушений перервати своє навчання через хворобу. З 1931 по 1934 рік вивчав буддизм в монастирі під керівництвом свого дядька, Лацуна Рімпоче, що був на той час духовним лідером сіккімських монастирів Пходонґ і Румтек. Потім вчився в коледжі Сент-Джозеф в Дарджилінзі і в «Бішоп Коттон Скул» у Шімлі. 1942 року пройшов курс навчання для цивільної служби Британської Індії, після цього повернувся до Сіккіму.
Він займав різні адміністративні пости в уряді Сіккіму. Серед іншого, був радником чоґ'яла (свого батька) з питань зовнішньої політики і очолював делегацію Сіккіму на переговорах з Індією в 1949—1950 років, якій вдалося укласти договір про протекторат Індії над Сіккімом, фактично зберігаючи його внутрішню незалежність.
Палден Тондуп Намґ'ял став правителем Сіккіму після смерті батька в 1963 році, хоча був проголошений чоґ'ялом лише 4 квітня 1965 року, в астрологічно сприятливий день.
За угодою, що була укладена в 1951 році, половина місць в державній раді відводилися представникам корінного населення Сіккіму — бхутія і лепча, друга половина — нащадкам переселенців з Непалу. До 1970-тих років частка непальського населення істотно збільшилася, і такий розподіл влади більш не відображав реальну картину. У квітні 1973 року в Сіккімі пройшли демонстрації етнічних непальців, що вимагали більшого представництва. Чоґ'ял спочатку не погоджувався з цими вимогами, що викликало заклики до відміни монархії, але врешті-решт в травні 1973 року підписав угоду про розділення влади, що, зокрема, передбачала загальні вибори до парламенту. Попри це, чоґ'ял швидко втрачав популярність у населенні. В 1975 році прем'єр-міністр Сіккіму звернувся до індійського парламенту з проханням прийняти Сіккім до складу Індії. Індійська армія негайно окуповувала Сіккім. На проведеному після цього референдумі 97,5 % населення висловилися за вступ Сіккіму до складу Індії як штату, після чого монархія перестала існувати. Чоґ'ял формально ніколи не відмовлявся від претензій на престол і не підписував зречення.
Палден Тондуп Намґ'ял помер 29 січня 1982 року в Нью-Йорку від раку та був похований в Ґангґоці.
У серпні 1950 він одружувався з Сангей Дікі, тибетського походження. Перша дружина померла в червні 1957 року. У березні 1963 року він одружувався з американкою Хоуп Кук, з якою познайомився в барі Дарджилінзі. Вони розлучилися через кілька років після усунення чоґ'яла від влади, а офіційно розвелися в 1980 році. Він мав трьох дітей від першого шлюбу і двох від другого. Спадкоємцем престолу скасованої монархії після 1977 року, після загибелі старшого сину Тенсінґа в автокатастрофі, вважається другий син Ванчук Намґ'ял.
Палден Тондуп Намґ'ял був радіоаматором, його позивні були дуже популярними. У реєстраційному журналі його адреса вказана як «Палац, Ґанґток, Сіккім».

## РЕсурси Інтернету
- Chogyal Palden Thondup Namgyal (англ.)